# Heterocyclic Communications
Heterocyclic Communications (abrégé en Heterocycl. Commun.) est une revue scientifique à comité de lecture. Ce journal mensuel inclut des articles de recherches originales sous forme de communications dans le domaine de la chimie des hétérocycles,.
D'après le Journal Citation Reports, le facteur d'impact de ce journal était de 0,542 en 2016. Le directeur de publication est L. Strekowski.